# Сејнејоки
Сејнејоки (фин. Seinäjoki) је град у Финској, у западном делу државе. Сејнејоки је управно седиште округа Јужна Остроботнија, где град са окружењем чини истоимену општину Сејнејоки

## Географија
Град Сејнејоки се налази у западном делу Финске. Од главног града државе, Хелсинкија, град је удаљен 360 км северно.
Рељеф: Сејнејоки се сместио у унутрашњости Скандинавије, у историјској области Остроботнија. Подручје града је равничарско до брежуљкасто, а надморска висина се креће око 45 м.
Клима у Сејнејокију је оштра континентална на прелазу ка субполарној клими. Стога су зиме оштре и дуге, а лета свежа.
Воде: Сејнејоки се развио на истоименој реци Сејнејоки. Река дели град на западни и источни део.

## Историја
Подручје Сејнејокија било је насељено још у време праисторије. Прво насеље на овом месту спомиње се средином 16. века.
Развој данашњег града започет је добијањем градских права 1868. године. Следећих деценија град бележи брз развој.
Последњих пар деценија Сејнејоки се брзо развио у савремено градско насеље.

## Становништво
Према процени из 2012. године на градском подручју Сејнејокију је живело 46.639 становника, док је број становника општине био 59.632.
| 1980.  | 1990.  | 2000.  | 2012.  |
| ------ | ------ | ------ | ------ |
| 42.497 | 47.182 | 50.670 | 59.632 |

Етнички и језички састав: Сејнејоки је одувек био претежно насељен Финцима. Последњих деценија, са јачањем усељавања у Финску, становништво града је постало шароликије. По последњим подацима преовлађују Финци (98,7%), присутни су и у веома малом броју Швеђани (0,2%), док су остало усељеници.

## Галерија
- Градски лицеј
- Градска кућа Сејнејокија, дело Алвара Алта
- Градско читалиште
- Подручна болница